# گابریل آپلت پیرس
گابریل آپلت پیرس (پرتغالی: Gabriel Appelt Pires؛ زادهٔ ۱۸ سپتامبر ۱۹۹۳) که با نام گابریل شناخته می‌شود، بازیکن فوتبال اهل برزیل است.
از باشگاه‌هایی که در آن بازی کرده‌است می‌توان به یوونتوس، پرو ورچلی، اسپتزیا، پسکارا، لیورنو، لگانس و بنفیکا اشاره کرد.